# Cibetka skvrnitá
Cibetka skvrnitá (Viverra megaspila) je cibetkovitá šelma přirozeně se vyskytující v jihovýchodní Asii. Podle Červeného seznamu IUCN patří k ohroženým taxonům.

## Taxonomie
Britský zoolog Reginald Innes Pocock považoval tento druh za odlišný od cibetky pobřežní (Viverra civettina) vyskytující se na jihu Malabárského pobřeží, kterou popsal anglický zoolog Edward Blyth roku 1862. John Ellerman a Terence Morrison-Scott cibetku pobřežní považovali za poddruh cibetky skvrnité. Červený seznam IUCN uvádí cibetku pobřežní a cibetku skvrnitou jako dva odlišné taxony.

## Popis
Základní zbarvení je od stříbřitě šedé po zlatavě bledou nebo zlatohnědou s černým až hnědavým vzorem a velkými nebo poměrně malými skvrnami, které jsou od sebe jasně oddělené nebo splývají do velkých skvrn nebo svislých pruhů. Bílé pruhy na ocase jsou většinou po jeho bocích a na jeho spodní část, ale pouze velmi zřídka tvoří celistvé prstence. Dospělí jedinci dosahují délky 76 až 77 cm. Délka ocasu je 33 až 39 cm. Váha se pohybuje od 6600 do 8400 g.

## Rozšíření a habitat
Cibetky skvrnité žijí na území Myanmaru, Thajska, Malajsie, Kambodži, Laosu, Vietnamu a Číny. V Číně byl poslední jedinec zpozorován v roce 1998. Obývají stálezelené, listnaté a suché dvojkřídláčovité lesy v oblastech do 300 m n. m. V Thajsku žijí v několika chráněných oblastech jižně od provincie Ranong.

## Ekologie a chování
O způsobu života tohoto druhu je známo málo. Tyto cibetky jsou převážně noční a samotářsky žijící živočichové. Většinu času tráví na zemi.

## Ohrožení
Cibetky skvrnité jsou ohroženy degradací biotopů a ztrátou přirozeného prostředí. Jsou ohroženy i lovem pomocí pastí a psů. Předpokládá se, že jejich populace klesají na celém území jejich rozšíření a zejména v Číně a Vietnamu je jejich pokles rapidní. Jedním z důvodů snížení populace je i značná poptávka po cibetkách na čínských a vietnamských trzích, kdy je místní lidé využívají jako zdroj potravy.